# Odorannus de Sens
Odorannus de Sens, parfois francisé en Odoranne (en latin Odoramnus Senonensis, né vers 985, mort vers 1046) est un moine bénédictin à l'abbaye de Saint-Pierre-le-Vif de Sens, dans l'Yonne, dans l'ancien comté de Sens. Il était, à des degrés divers, artiste, orfèvre, architecte, musicien théoricien, biographe, exégète et chroniqueur.

## Biographie
Ce que l'on en connaît vient essentiellement de ce que lui-même a écrit. Il a reçu une bonne éducation, probablement de l'abbé Rainard de Saint-Pierre-le Vif (979-1015) qui avait ravivé le monastère en y réintroduisant la notion d'importance du savoir.
Odorannus indique dans sa Chronique qu'en 1023 il a été envoyé à l'abbaye de Saint-Denis. La raison de cet éloignement n'est pas expliquée très clairement ; il semble qu'il ait eu des difficultés avec les autres moines de Saint-Pierre-le Vif, qui ont pu l'accuser d'hérésie. Son retour à Saint-Pierre-le Vif est à peu près contemporain de la commande que lui fait Robert le Pieux (ca. 996-1031) d'un reliquaire de qualité pour recueillir la dépouille de saint Savinien, premier évêque de Sens. Odorannus avait alors environ trente ans. Il ne dit pas dans sa chronique si son retour à Saint-Pierre-le Vif est dû au désir du roi, mais il indique clairement sa gratitude envers ce dernier qui ne l'a pas pénalisé pour la disgrâce imposée.
Toujours est-il que cette commande d'un grand du royaume est seulement l'un des éléments qui permettent d'affirmer que lui, simple moine, avait des rapports avec les grands du monde laïque autant que religieux par le fait de son érudition. En cela il est représentatif du monachisme bénédictin des IXe au XIe siècles, avant la poussée cénobitique plus rigide qui a suivi : il est à la fois tourné vers l'extérieur par son intérêt du monde laïc - intérêt au sens double, car les intérêts matériels de la communauté sont également concernés d'autant plus que ce sont les riches et puissants qui permettent la survie voire le rayonnement des établissements religieux à une époque où ces derniers cherchent encore leur place dans le monde ; et il démontre en même temps une conscience aiguë de sa communauté, une attention à son développement et en particulier à la cohésion nécessaire entre ses membres pour la bonne marche de celle-ci. On note cette vision jusque dans son œuvre concernant la musique, où il met l'accent sur le besoin d'unisson et non pas d'unité.
Odorannus meurt à Saint-Pierre-le Vif en 1046 après avoir achevé ses Opera omnia en 1045.

## Œuvres
Ses Opera omnia sont une compilation dont les chapitres couvrent des sujets très variés. Le chapitre 1 est une Vie de Théodechilde, fondatrice de l'abbaye Saint-Pierre-le-Vif, le chapitre 2 est une Chronique couvrant les années 675 à 1032.
Les chapitres concernant spécifiquement le clergé incluent des commentaires sur le droit canon, une lettre à l'abbé de Saint-Denis (chapitre 3), une lettre à l'archevêque Gilduin (chapitre 10), une proclamation de l'élection de l'archevêque de Sens (chapitre 8) et un sermon pour l'ordination de Mainard comme archevêque de Sens (chapitre 9).
Du point de vue de l'exégèse et de la théologie, on y trouve au chapitre 4 une lettre au prêtre Evrardus sur le péché de Salomon et autres aspects théologiques (Odorannus cite abondamment le poète Prudence) ; au chapitre 7 une lettre au moine Arembert sur l'œuvre de Amalarius de Metz et sur le Sunamite ; et au chapitre 13 une lettre aux clercs Ayfredus et Hugh à propos des accusations d'hérésie.
Le chapitre 11 est une exhortation à l'entente fraternelle d'Odorannus écrite pour l'abbé Ingo et adressée à des moines auparavant sous sa tutelle, et le chapitre 12 est un traité de liturgie proposant des prières pour les morts et des visites aux souffrants.
Enfin, concernant la musique on trouve, sous forme de lettres adressées à d'autres moines, au chapitre 5 un recueil de chants liturgiques, et au chapitre 6 une description de la fabrication d'un monocorde.

### Éditions des œuvres d'Odorannus
- Odorannus de Sens. Opera omnia. Textes édités, traduits et annotés par Robert-Henri Bautier, et Monique Gilles, et pour la partie musicologique, par Marie-Élisabeth Duchez et Michel Huglo, Paris, CNRS, 1972.

### Études ultérieures de l'œuvre d'Odorannus
- Bulletin de la Société des sciences historiques et naturelles de l'Yonne, volume 10, 1856, p. 275-316 et 1890.
- Fabrice Délivré, « Les Chroniques de Saint-Pierre-le-Vif au miroir de la primatie sénonaise : enquête sur les manuscrits d’Odorannus, du Pseudo-Clarius et de Geoffroy de Courlon », dans la revue Bibliothèque de l'École des Chartes, tome 163, 2005, p. 481-503. (Résumé en ligne.)
- Henri Villetard, Odoranne de Sens et son œuvre musicale, Paris, 1912.